# Kenny Florian
Kenneth Alan Florian (Westwood, 26 maggio 1976) è un ex lottatore di arti marziali miste statunitense di origini peruviane.
Vanta un ottimo background nel jiu jitsu brasiliano e nel muay thai ed è conosciuto per il suo approccio cerebrale allo sport basato su meticolose strategie di gara e analisi dei combattimenti molto articolate. È anche conosciuto per la sua tendenza a finire gli avversari, tanto che solo due delle sue quattordici vittorie sono avvenute per decisione, e per le sue devastanti gomitate.
È l'unico lottatore della storia dell'UFC ad aver combattuto e vinto in quattro differenti classi di peso.
Florian ottenne la sua prima notorietà per la sua partecipazione nella stagione inaugurale del reality show The Ultimate Fighter.
In carriera ha ottenuto vittorie notevoli come contro l'ex campione del PRIDE Takanori Gomi e contro Clay Guida, Roger Huerta, Joe Lauzon, Din Thomas, Joe Stevenson, Sam Stout e Diego Nunes.
Ha combattuto due volte per il titolo dei pesi leggeri UFC ed una volta per il titolo dei pesi piuma UFC, venendo sempre sconfitto rispettivamente da Sean Sherk, B.J. Penn e José Aldo.
Ha annunciato il proprio ritiro dall'attività agonistica il 31 maggio 2012 durante la cerimonia del peso dell'evento The Ultimate Fighter 15 Finale, lasciando le MMA quando ancora era unanimemente considerato un top 10 tra i pesi piuma al mondo.

## Carriera nelle arti marziali miste

### Inizi
Kenneth Alan Florian nasce e cresce in Massachusetts da genitori peruviani; fino al college pratica calcio con buoni risultati, essendo stato division 1 in NCAA.
Si dedica alle arti marziali miste dopo il college iniziando a praticare jiu jitsu brasiliano.
Debutta come professionista nel 2003 in circuiti del Massachusetts, e in circa due anni combatte tre incontri nei pesi welter perdendo solamente una decisione non unanime contro il futuro lottatore UFC e Strikeforce Drew Fickett.

### Ultimate Fighting Championship
Florian prende parte alla prima stagione del reality show The Ultimate Fighter organizzato dalla prestigiosa UFC per dare possibilità ai nuovi talenti di emergere; qui entra nel torneo dei pesi medi, dove in semifinale vince per KO tecnico contro Chris Leben, ma nella finale giocatasi con l'evento The Ultimate Fighter 1 Finale Florian viene sconfitto nel primo round per KO tecnico da Diego Sanchez.
L'approdo alla finale gli garantisce comunque un contratto con l'UFC, e sempre nel 2005 Florian torna a combattere nei pesi welter affrontando e sconfiggendo l'ex compagno del TUF Alex Karalexis e il thaiboxer Kit Cope.
Nel 2006 decide di scendere ulteriormente di categoria e combattere nei pesi leggeri dove al suo esordio sconfigge per sottomissione in meno di due minuti il campione canadese TKO Sam Stout per sottomissione.
Nell'ottobre 2006 ha la possibilità di lottare per il vacante titolo dei pesi leggeri UFC contro l'ex contendente alla cintura dei pesi welter Sean Sherk (record: 32-2-1) nell'evento UFC 64: Unstoppable: Florian ferisce ripetutamente Sherk con le sue gomitate ma l'avversario controlla il lottatore americano-peruviano a terra per la maggior parte del tempo ed ottiene una vittoria per decisione unanime con i punteggi 49–46, 49–46 e 50–45; l'incontro venne premiato con il riconoscimento Fight of the Night.
Tra il 2007 ed il 2008 Florian infila una impressionante serie di sei vittorie consecutive: riesce infatti a sottomettere l'ex campione Deep Dokonjonosuke Mishima (Fight of the Night), sconfigge la cintura nera di jiu jitsu brasiliano Alvin Robinson, l'esperto Din Thomas (Submission of the Night), lo specialista di sottomissioni Joe Lauzon (Fight of the Night), un promettente Roger Huerta che era 6-0 in UFC ed infine sottomette anche l'ex contendente al titolo Joe Stevenson.
Con un resume simile Florian ottenne la possibilità di lottare ancora una volta per il titolo dei pesi leggeri UFC che al tempo era nelle mani del fuoriclasse B.J. Penn: l'incontro si tenne l'8 agosto 2009 con l'evento UFC 101: Declaration, e Florian venne sconfitto tramite uno strangolamento durante la quarta ripresa.
Dopo la seconda sconfitta in una gara per la cintura dei pesi leggeri Florian tornò in carreggiata e il suo rear-naked choke fece altre illustri vittime quali l'ex campione Strikeforce Clay Guida e l'ex campione Pride Takanori Gomi (Submission of the Night).
A quel punto nel 2010 avrebbe ottenuto la terza possibilità di lottare per la cintura dei pesi leggeri UFC se avesse superato il grosso e potente wrestler Gray Maynard: Maynard tenne a terra Florian per la maggior parte del tempo ed ottenne una vittoria per decisione unanime con i punteggi 30-27, 29-28 e 30-27.
Nel 2011 Florian prese la decisione di scendere ulteriormente di categoria ed esordire nei pesi piuma, divenendo così il primo lottatore nella storia dell'UFC ad aver lottato in quattro differenti categorie di peso.
Debutta in giugno contro il top 10 Diego Nunes, imponendosi per decisione unanime dei giudici di gara.
Florian ha così subito la possibilità di lottare per il titolo di categoria, affrontando il campione José Aldo nell'evento UFC 136: Edgar vs. Maynard III: per la terza volta Florian venne sconfitto in un incontro valido per una cintura UFC, in quanto tutti i giudici assegnarono la vittoria al rivale brasiliano con il punteggio di 49–46.
Il 31 maggio 2012 durante la cerimonia del peso dell'evento The Ultimate Fighter 15 Finale Florian annuncia il ritiro dalle MMA agonistiche quando ancora era unanimemente considerato un top 10 tra i pesi piuma al mondo.

## Risultati nelle arti marziali miste
Gli incontri segnati su sfondo grigio si riferiscono ad incontri di esibizione non ufficiali o comunque non validi per essere integrati nel record da professionista.
| Risultato | Record | Avversario            | Metodo                           | Evento                                 | Data              | Round | Tempo | Città                    | Note                                            |
| --------- | ------ | --------------------- | -------------------------------- | -------------------------------------- | ----------------- | ----- | ----- | ------------------------ | ----------------------------------------------- |
| Sconfitta | 14–6   | José Aldo             | Decisione (unanime)              | UFC 136: Edgar vs. Maynard III         | 8 ottobre 2011    | 5     | 5:00  | Houston, Stati Uniti     | Per il titolo dei Pesi Piuma UFC                |
| Vittoria  | 14–5   | Diego Nunes           | Decisione (unanime)              | UFC 131: Dos Santos vs. Carwin         | 11 giugno 2011    | 3     | 5:00  | Vancouver, Canada        | Passa ai Pesi Piuma                             |
| Sconfitta | 13–5   | Gray Maynard          | Decisione (unanime)              | UFC 118: Edgar vs. Penn 2              | 28 agosto 2010    | 3     | 5:00  | Boston, Stati Uniti      | Eliminatoria per il titolo dei Pesi Leggeri UFC |
| Vittoria  | 13–4   | Takanori Gomi         | Sottomissione (rear naked choke) | UFC Fight Night: Florian vs. Gomi      | 31 marzo 2010     | 3     | 2:52  | Charlotte, Stati Uniti   |                                                 |
| Vittoria  | 12–4   | Clay Guida            | Sottomissione (rear naked choke) | UFC 107: Penn vs. Sanchez              | 12 dicembre 2009  | 2     | 2:19  | Memphis, Stati Uniti     |                                                 |
| Sconfitta | 11–4   | B.J. Penn             | Sottomissione (rear naked choke) | UFC 101: Declaration                   | 8 agosto 2009     | 4     | 3:54  | Filadelfia, Stati Uniti  | Per il titolo dei Pesi Leggeri UFC              |
| Vittoria  | 11–3   | Joe Stevenson         | Sottomissione (rear naked choke) | UFC 91: Couture vs. Lesnar             | 15 novembre 2008  | 1     | 4:03  | Las Vegas, Stati Uniti   |                                                 |
| Vittoria  | 10–3   | Roger Huerta          | Decisione (unanime)              | UFC 87: Seek and Destroy               | 9 agosto 2008     | 3     | 5:00  | Minneapolis, Stati Uniti |                                                 |
| Vittoria  | 9–3    | Joe Lauzon            | KO Tecnico (pugni e gomitate)    | UFC Fight Night: Florian vs. Lauzon    | 2 aprile 2008     | 2     | 3:28  | Broomfield, Stati Uniti  |                                                 |
| Vittoria  | 8–3    | Din Thomas            | Sottomissione (rear naked choke) | UFC Fight Night: Thomas vs Florian     | 19 settembre 2007 | 1     | 4:31  | Las Vegas, Stati Uniti   |                                                 |
| Vittoria  | 7–3    | Alvin Robinson        | Sottomissione (pugni)            | UFC 73: Stacked                        | 7 luglio 2007     | 1     | 4:30  | Sacramento, Stati Uniti  |                                                 |
| Vittoria  | 6–3    | Dokonjonosuke Mishima | Sottomissione (rear naked choke) | UFC Fight Night: Stevenson vs Guillard | 5 aprile 2007     | 3     | 3:57  | Las Vegas, Stati Uniti   |                                                 |
| Sconfitta | 5–3    | Sean Sherk            | Decisione (unanime)              | UFC 64: Unstoppable                    | 14 ottobre 2006   | 5     | 5:00  | Las Vegas, Stati Uniti   | Per il titolo dei Pesi Leggeri UFC              |
| Vittoria  | 5–2    | Sam Stout             | Sottomissione (rear naked choke) | The Ultimate Fighter 3 Finale          | 24 giugno 2006    | 1     | 1:46  | Las Vegas, Stati Uniti   | Passa ai Pesi Leggeri                           |
| Vittoria  | 4–2    | Kit Cope              | Sottomissione (rear naked choke) | The Ultimate Fighter 2 Finale          | 5 novembre 2005   | 2     | 0:37  | Las Vegas, Stati Uniti   |                                                 |
| Vittoria  | 3–2    | Alex Karalexis        | KO Tecnico (stop medico)         | UFC Ultimate Fight Night               | 6 agosto 2005     | 2     | 2:52  | Las Vegas, Stati Uniti   | Passa ai Pesi Welter                            |
| Sconfitta | 2–2    | Diego Sanchez         | KO Tecnico (pugni)               | The Ultimate Fighter 1 Finale          | 9 aprile 2005     | 1     | 2:49  | Las Vegas, Stati Uniti   | Torneo dei Pesi Medi TUF 1, Finale              |
| Vittoria  | NU     | Chris Leben           | KO Tecnico (stop medico)         | The Ultimate Fighter 1                 | 21 marzo 2005     | 2     | 3:11  | Las Vegas, Stati Uniti   | Torneo dei Pesi Medi TUF 1, Semifinale          |
| Sconfitta | 2–1    | Drew Fickett          | Decisione (non unanime)          | CZ 7: Gravel Pit                       | 10 luglio 2004    | 3     | 5:00  | Revere, Stati Uniti      |                                                 |
| Vittoria  | 2–0    | Bobby McAndrews       | Sottomissione (kimura)           | Mass Destruction 15                    | 21 febbraio 2004  | 1     | 1:57  | Boston, Stati Uniti      |                                                 |
| Vittoria  | 1–0    | Jason Giroux          | KO Tecnico (colpi)               | Mass Destruction 10                    | 25 gennaio 2003   | 1     | 3:21  | Taunton, Stati Uniti     | Gara di Pesi Welter                             |